# پیروز جغتاپور
پیروز جغتاپور (زادهٔ ۹ اردیبهشت ۱۳۳۷ در بابل) بازیکن پیشین فوتبال اهل ایران است. وی در جام دهه فجر ۱۳۶۴ حضور داشت و برای تیم ملی الف ایران به میدان رفت.

## دوران حرفه‌ای
او سابقهٔ بازی در تیم‌های نساجی و استقلال را در کارنامه خود دارد. او دروازه‌بان تیم منتخب مازندران در لیگ استانی قدس بود.
او همچنین در تیم ملی ایران حضور داشته‌است.

## افتخارات
- سوپر جام تهران
  - قهرمان سوپر جام تهران ۱۳۷۳ با استقلال تهران
- جام قدس
  - ۱۳۶۴: سومی با منتخب مازندران
  - ۱۳۶۶: نائب قهرمانی با منتخب مازندران
- جام قائد اعظم
  - ۱۳۶۵: قهرمانی با منتخب مازندران